# IC 330
IC 330 ist eine Spiralgalaxie vom Hubble-Typ SBab im Sternbild Stier auf der Ekliptik. Sie ist schätzungsweise 407 Millionen Lichtjahre von der Milchstraße entfernt und hat einen Durchmesser von etwa 145.000 Lichtjahren.
Im selben Himmelsareal befinden sich u. a. die Galaxien IC 329 und IC 331.
Das Objekt am 4. Dezember 1891 vom französischen Astronomen Stéphane Javelle entdeckt.